# 별상어
별상어(Starspotted smooth-hound, Mustelus manazo)는 흉상어목 까치상어과에 속하는 물고기이다. 몸길이는 보통은 1m지만 최대로 성장하면 2.2m가 되는 상어에선 중형인 어종에 속한다.

## 특징과 먹이
별상어는 등에 작은 흰색의 반점이 흩어져 있으며 이런 특징이 있기 때문에 별상어라는 이름을 얻게 되었다. 영어권에서는 스타스팟 스무스 하운드(Starspotted smooth-hound)라는 이름으로 불리는 어종이다. 몸이 가늘고 긴편이며 머리는 폭이 넓고 위아래로 납작한 특징을 가지고 있다. 옆줄을 기점으로 몸의 등쪽은 짙은 회색의 빛을 내는 갈색을 띄고 있으며 배쪽은 흰색을 띈다. 입이 뾰족하고 위턱과 아래턱엔 크기가 비슷한 이빨들이 줄지어 나 있다. 눈은 가늘게 찢어져 있으며 눈 바로 뒤에는 물을 뿜어내는 분수공을 가지고 있다. 눈에는 눈꺼풀이 있어서 눈을 보호하는 역할을 한다. 등지느러미는 2개이고 제1등지느러미는 가슴지느러미의 끝자락 부분에 걸치는 등쪽에서 시작하여 매우 크게 솟아있고 제2등지느러미는 꼬리지느러미와 가까이 있으며 작은 것이 특징이다. 꼬리지느러미의 경우는 윗쪽의 끝부분이 매우 길게 튀어 나왔지만 아래쪽의 끝부분은 짧고 뭉특하다. 먹이로는 새우와 게와 같은 갑각류, 오징어와 같은 두족류, 조개를 주로 잡아먹지만 가끔씩은 멸치, 청어, 꽁치, 정어리와 같은 작은 물고기도 잡아먹는 육식성물고기에 속한다.

## 서식지와 산란기 및 어획
별상어의 주요서식지는 서부 태평양과 인도양이며 대한민국, 일본, 중국, 대만, 케냐에 이르기까지 동아시아에서부터 동아프리카 일대까지 광범위하게 서식하고 있다. 수심 0~50m의 바닥에 모래나 자갈이 많은 연안이나 산호초에 주로 서식하는 표해수대의 어류이다. 산란기는 6월~8월의 여름이며 수컷과 암컷이 만나 짝짓기가 이뤄지면 암컷은 10개월간의 임신기간을 거쳐 이듬해인 봄에 최대 16마리의 새끼를 출산하는 난태생 어류가 된다. 태어나서 2~3년이 되면 성적으로 성숙하게 되며 8~9년이 되면 1m가 되거나 1m를 초과한 크기로 성장하게 된다. 수명은 보통 12년~15년이 되는 어종이다. 별상어는 식용이 가능한 어종이기도 한데 식용으로 쓰일 때는 주로 껍질을 벗겨서 회로 먹거나 구이, 매운탕 등으로 많이 먹는다. 저층 트롤어업에 의해 잡히는 어종이 된다.

## 같이 보기
- 흉상어목
- 까치상어과

1. ↑  Rigby, C.L.; Bin Ali, A.; Bineesh, K.K.; Chen, X.; Dharmadi; Ebert, D.A.; Fahmi; Fernando, D.; Gautama, D.A.; Haque, A.B.; Ho, H.; Hsu, H.; Krajangdara, T.; Maung, A.; Maung, A.; Vo, V.Q.; Sianipar, A.; Tanay, D.; Utzurrum, J.A.T.; Yuneni, R.R.; Zhang, J. (2020). “Mustelus manazo”. 《IUCN 적색 목록》 (IUCN) 2023: e.T161633A124518703. doi:10.2305/IUCN.UK.2020-3.RLTS.T161633A124518703.en. 2023년 3월 5일에 확인함.